# تاویولا (مینه‌سوتا)
تاویولا (به انگلیسی: Toivola) یک منطقهٔ مسکونی در ایالات متحده آمریکا است که در Toivola Township واقع شده‌است. تاویولا ۲۰ نفر جمعیت دارد و ۳۸۷٫۱ متر بالاتر از سطح دریا واقع شده‌است.